# Église catholique en Écosse
Ne doit pas être confondu avec Église d’Écosse.
L'Église catholique en Écosse (en gaélique écossais : « Eaglais Chaitligeach ann an Alba »), désigne l'organisme institutionnel et sa communauté locale ayant pour religion le catholicisme en Écosse.
L'Église en Écosse est organisée en deux provinces ecclésiastiques qui ne sont pas soumises à une juridiction nationale au sein d'une église nationale mais qui sont soumises à la juridiction universelle du pape, évêque de Rome, au sein de « l'Église universelle ».
Les deux provinces répartissent huit diocèses (deux archidiocèses métropolitains et six diocèses) qui rassemblent toutes les paroisses situées en Écosse.
En étroite communion avec le Saint-Siège, les évêques des diocèses en Écosse sont membres d'une instance de concertation, la Conférence des évêques d'Écosse.
L'Église catholique est une communauté religieuse minoritaire en Écosse.

## Histoire

### Chrétienté

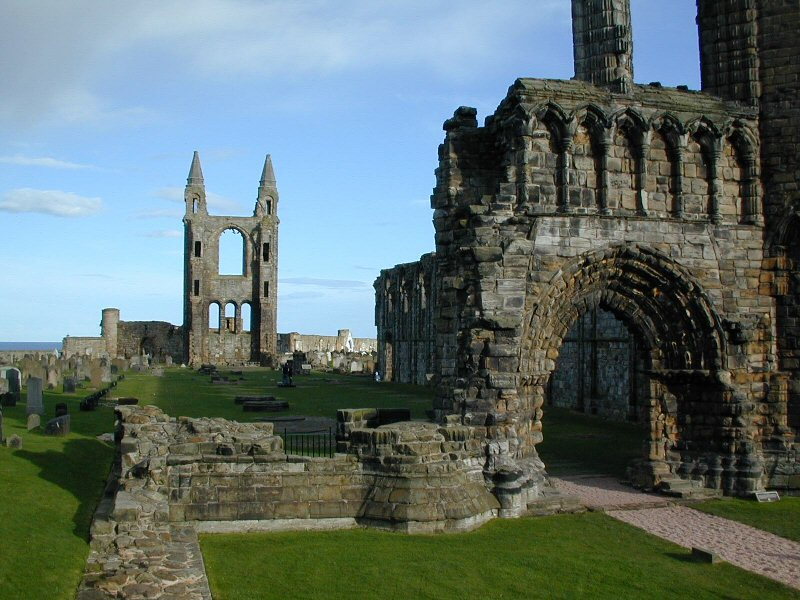
Ruines de la cathédrale de Saint Andrew, à Saint Andrews, Fife.

La foi chrétienne arrive probablement en Écosse vers le VIe ou le VIIe siècle. Cependant, l'Église en Écosse et le pape entretiennent des liens ambigus jusqu'au XIe siècle. L'Église 'celtique' écossaise présentait des différences liturgiques et ecclésiales marquées avec le reste de la chrétienté occidentale. Certaines sont résolues à la fin du VIIe siècle lors du synode de Whitby et la retraite de saint Colomba à Iona.
Cependant, il faut attendre les réformes ecclésiales du XIe siècle pour que l'Église en Écosse soit partie intégrante de la communion romaine.
D'abord dépendant de l'archevêché d'York, l'Église en Écosse obtient son autonomie par la bulle Cum universi du pape Clément III qui la rattache directement à la papauté. Le monachisme est particulièrement florissant au XIIe siècle.

L'activité monastique chrétienne dans les îles Britanniques a propagé le christianisme aux confins de l'archipel. 

### Réforme  (1517-1559)
À partir de 1517, l'hérésie de Martin Luther influença les Écossais dégoutés de l’Église catholique où règne « la corruption des mœurs, la vie lubrique des hommes d'église de tous rangs, ainsi qu'à leur totale ignorance de la littérature et des sciences humaines », le concubinage, les bénéfices ecclésiastiques, le commerce des sacrements et la non-résidence, des personnes incompétentes tenant des charges religieuses.
En 1528, le noble Patrick Hamilton, qui avait été influencé par la théologie de Luther, diffusa l'hérésie de la justification par la foi dans un livre appelé « Patrick's Places » et fut brûlé sur le bûcher à l'extérieur du Collège St Salvator de Saint Andrews devenant le premier martyr protestant. On déconseilla à l'archevêque de St Andrews de procéder à d'autres exécutions similaires. Néanmoins d'autres exécutions suivirent dans les années 1530 et 1540.

### L'Écosse, l'Angleterre et la France (1542-1559)

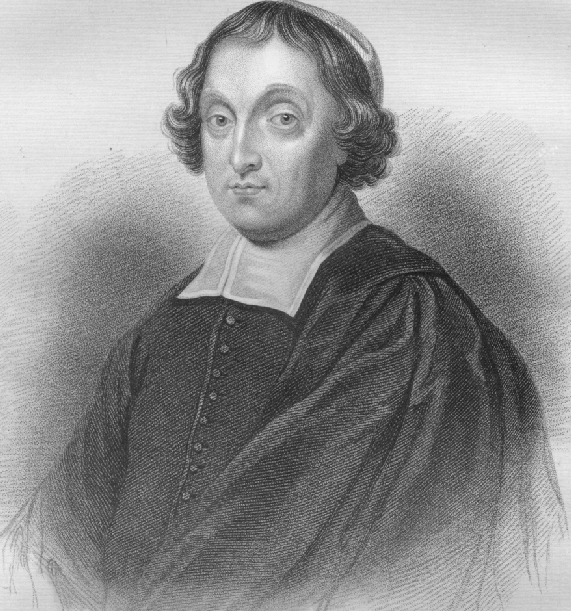
Le cardinal Beaton, défenseur de la foi catholique, et chef de la faction pro-française (la Auld Alliance).

En 1543, le roi Henri VIII finalisa le traité de Greenwich visant à marier son jeune fils Édouard, âgé de six ans, avec Marie, alors reine d'Écosse et qui a alors seulement un an.
Mais les réactions défavorables, suscitées en Écosse par cet accord, permirent au cardinal David Beaton d'organiser un coup d'État en décembre 1543. Beaton désavoua la politique de réforme, et rejeta toute prise en considération d'un mariage anglais pour la reine.
Cela entraîna le « Rough Wooing » de 1544-1545, qui dévasta le sud-est de l'Écosse, et qui ne cessa que par la défaite des envahisseurs à la bataille d'Ancrum Moor en février 1545.
L'abbaye de Dryburgh a été détruite en 1544, après avoir survécu brièvement à la réforme presbytérienne.
En 1546, Beaton fit arrêter et exécuter George Wishart, un pasteur, qui s'était converti à Genève aux idées de Jean Calvin, et avait même traduit les Confessions helvétiques en langue écossaise.
La réponse ne se fit pas attendre. Un groupe de rebelles s'empara du château de Beaton à Saint Andrews, et le tua. Ces « Castelliens », qui, après le meurtre, furent rejoints par un prêtre parjure, disciple de Wishart, appelé John Knox tinrent le château jusqu'en 1547, date à laquelle ils durent se rendre à un escadron français. Ils furent alors emprisonnés ou envoyés aux galères.
Les forces anglaises arrivèrent trop tard pour les sauver, mais ayant vaincu les Écossais à la bataille de Pinkie Cleugh, elles occupèrent le sud-est de l'Écosse jusqu'à Dundee.

### La Réforme écossaise (1560)

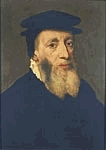
John Knox considéré comme le principal acteur de la Réforme écossaise.

En 1560, à l'initiative du calviniste John Knox, commence la réforme écossaise.
L'Église d'Écosse rejette l'autorité du pape, et adopte la confession calviniste. La célébration de la messe catholique romaine devient illégale. La réforme écossaise entraîna la dissolution de tous les monastères.
Du XVIe au  XVIIIe siècle, l'Église catholique romaine a survécu à la Réforme, surtout dans les îles comme Uist et Barra, malgré son interdiction.
En 1643, l’Angleterre et l’Écosse signent le traité de  la « Ligue et le covenant solennel », abolissant le clergé anglican; 2 000 ministres du culte perdent leur cure ; l’Église d'Écosse est désormais gouvernée localement par des assemblées de pasteurs et de fidèles.

### Le roi Jacques II (1685-1688)
En 1685, le catholique Jacques II, succède à son grand frère Charles II et s’aliène rapidement les membres de l'élite anglicane par différentes mesures : 
- entrée de catholiques dans l'armée et dans les universités ;
- rapprochement avec la papauté et venue d'un nonce apostolique à Londres.

En novembre 1687, pour obtenir le soutien des protestants anglais, Guillaume d'Orange écrivit une lettre ouverte au peuple anglais dans laquelle il désapprouvait les politiques religieuses tolérantes de Jacques.
En avril 1688, Jacques II décréta une Déclaration d'indulgence garantissant la liberté de religion à tous les sujets, dont la liberté de culte aux catholiques et aux dissidents, ce que désapprouve l'Église d'Angleterre : sept évêques s'opposent dont l'archevêque de Cantorbéry, William Sancroft et furent emprisonnés à la tour de Londres puis jugés non coupables.
En juin 1688 nait Jacques Édouard, fils de Jacques II et d'une catholique, Marie de Modène. Ce fils laissait présager la mise en place d'une dynastie catholique.
Tout cela incita « sept immortels » anglicans à faire la Glorieuse Révolution : ils appellent Guillaume d'Orange-Nassau qui débarqua avec une armée à Brixham (Angleterre) et proclama à son arrivée qu'il maintiendrait les libertés de l'Angleterre et de la religion protestante. Jacques II tenta initialement de résister à Guillaume mais il perdit tous ses soutiens. Il fut arrêté et ramené à Londres. Guillaume obtint les couronnes d'Angleterre, d'Écosse et d'Irlande et autorisa Jacques II à quitter le pays car il ne voulait pas en faire un martyr de la cause catholique,.

### Le roi Guillaume (1688-1690)
Le fils de Guillaume d'Orange-Nassau, Guillaume d'Angleterre signa en février 1689, la Déclaration des droits (« Bill of Rights ») : les libertés religieuses des catholiques, des anti-trinitariens et de certains protestants sont limitées. Tous les enfants que Guillaume III pourrait avoir d'un mariage à venir seraient intégrés à l'ordre de succession. Les catholiques, de même que ceux qui épousaient des catholiques, étaient exclus.
En décembre 1689, la Déclaration des droits fut adoptée par le Parlement. Cette loi empêchait, entre autres, le roi de nier le droit de porter des armes aux sujets protestants.
L'Église d'Écosse est une Église réformée, basée sur le système presbytérien de gouvernement ecclésiastique édicté en 1690.
Les adeptes d'une forme épiscopalienne de gouvernement de l'église furent expulsés des congrégations de l'Église d'Écosse. Ils se regroupèrent au sein de l'Église épiscopalienne écossaise, puis au sein de la communion anglicane.

### Au XVIII et XIXe siècle
En 1707, à la suite de l'Acte d'Union, plusieurs actes complémentaires garantissent la religion protestante et l'établissement du culte presbytérien en Écosse . L'Écosse garde ses propres spécificités en matière de religion.
Au XIXe siècle, l'Église catholique romaine a été renforcée dans l'ouest de l'Écosse par l'immigration irlandaise.
En 1800, l'article V de loi pour l'Union entre la Grande-Bretagne et l'Irlande précise que « la doctrine, le culte, la discipline et le gouvernement de l'Église d'Écosse, sont maintenus et préservés tels qu'ils sont maintenant établis par la loi et par les actes pour l'Union des deux royaumes d'Angleterre et d'Écosse ».
La hiérarchie du culte en Écosse a été restaurée le 15 mars 1878, ce fut un des premiers actes de Léon XIII en tant que pape.

### Au XXe siècle
Le XXe siècle est marqué par l'immigration de nombreux catholiques d'Italie et de Pologne.
En 1921, la loi sur l'Église d'Écosse (« Church of Scotland Act 1921 ») reconnait l'Église d'Écosse  comme église nationale du pays. Cependant, cela ne lui confère pas un statut d'église officielle et elle reste indépendante du pouvoir politique.

## Organisation

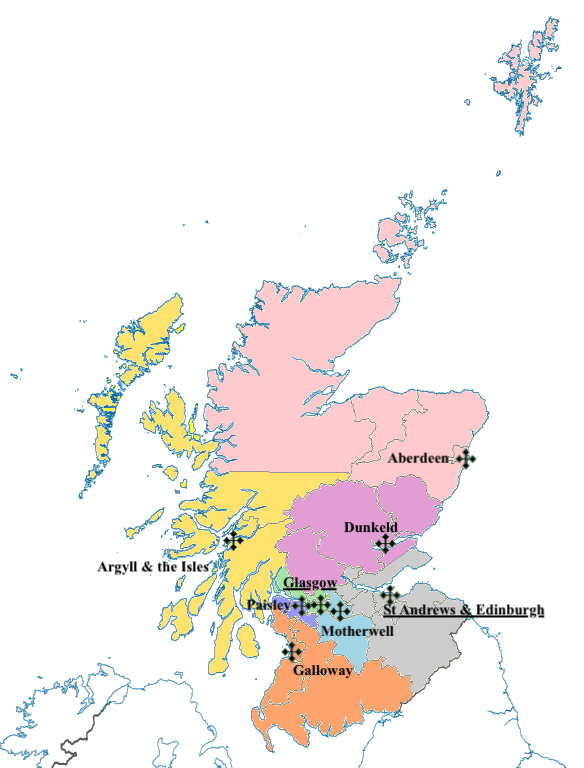
Diocèses écossais de l'Église catholique.

L'Église catholique romaine en Écosse est divisée en 8 diocèses (2 archidiocèses et six diocèses) : 
- Province ecclésiastique de Saint Andrews et Édimbourg
  - Archidiocèse métropolitain de Saint Andrews et Édimbourg , dont le siège est la cathédrale Sainte-Marie, (Primatie d'Écosse, 4 diocèses) :
  - Diocèse d'Aberdeen dont la cathédrale est Sainte-Marie-de-l'Assomption,
  - Diocèse d'Argyll et des Îles  dont la cathédrale est Cathédrale Saint-Colomba d'Oban,
  - Diocèse de Dunkeld  dont la cathédrale est Saint-André,
  - Diocèse de Galloway dont la cathédrale est Sainte-Margaret.
- Province ecclésiastique de Glasgow
  - Archidiocèse métropolitain de Glasgow, dont le siège est la cathédrale Saint-André (2 diocèses):
  - Diocèse de Motherwell  dont la cathédrale est la Notre-Dame-du-Bon-Secours,
  - Diocèse de Paisley  dont la cathédrale est la Saint-Mirin.

## Statistiques
D'après le recensement de 2011, la population de l'Écosse compte 5,4 millions d'habitants. L'Église catholique romaine rassemble 15,9 % de la population, après les sans-religion (36,7 %), l'Église d'Écosse, appelée presbytérienne ou protestante, qui rassemble environ 32,4 % de la population, l'Église épiscopale écossaise, nom utilisé pour l'anglicanisme dans l'Écosse (5,5 %) et 50 000 musulmans (moins de 1 %).